# Silvorchis
Silvorchis is een monotypisch geslacht van tropische orchideeën uit de onderfamilie Epidendroideae.
De enige soort, Silvorchis colorata, is een epiparasiet afkomstig uit Zuidoost-Azië.
Voor een beschrijving van dit geslacht, zie de soortbeschrijving.

## Naamgeving enetymologie
Synoniem: Vietorchis Aver. & Averyanova
De botanische naam Silvorchis is afkomstig uit het Latijnse silva (bos) en het Oudgrieks ὄρχις, orchis (orchidee), naar de vindplaats van de typesoort.

## Taxonomie
De positie van het geslacht Silvorchis is lange tijd omstreden geweest. Zo werd het in het verleden ook al in de onderfamilie Orchidoideae, tribus Orchideae en de Diseae ingedeeld. Op basis van recent DNA-onderzoek wordt het geslacht thans tot de 'Lagere' Epidendroideae, tribus Nervilieae, subtribus Epipogiinae gerekend.